# Burg Altenheideck
Die Burg Altenheideck ist eine abgegangene Höhenburg südwestlich des Gemeindeteils Altenheideck von Heideck im mittelfränkischen Landkreis Roth in Bayern.
Sie ist unter dem Aktenzeichen D-5-6832-0029 als Bodendenkmal in die bayerische Denkmalliste eingetragen.

## Geschichte
Die Burg war Sitz der edelfreien Herren von Heideck, die erstmals 1192 mit Haidebrandus de Haidecke urkundlich erwähnt werden. Dieser hatte sich zuvor nach Arnsberg benannt und vermutlich die Burg Altenheideck errichtet. Sie war Mittelpunkt einer Rodungsherrschaft, die sich auf die Rechte der Edelherren von Heideck als Inhaber einer Vogtei des Bistums Eichstätt stützte. Um 1260/70 verlagerte Marquard I. von Heideck aus territorialpolitischen und verkehrstechnischen Gründen seinen Sitz ca. 4 km nach Südosten auf den Schloßberg. Die dortige Burg Heideck wird erstmals 1278 erwähnt. Die Burg bei Altenheideck verfiel in der Folgezeit. Um 1600 waren auf einer Karte noch Ruinen eingezeichnet, die als „Alt Purckstal“ bezeichnet wurden.
Die Burgruinen und der Burgberg wurden als Steinbruch benutzt und dabei zum größten Teil zerstört. Die wenigen Mauerreste lassen sich in die Zeit um 1200 datieren, was mit der historischen Überlieferung übereinstimmt.

## Beschreibung
Die Burg bei Altenheideck stand auf einem isolierten Felsklotz am Fuß eines Berghangs südwestlich des Orts. Die 25 × 35 Meter große Hauptburg wurde durch einen sichelförmigen Halsgraben und eine Ringmauer von 0,9 m Stärke gegen den ansteigenden Hang im Süden geschützt. Im Süden ist eine Toröffnung erkennbar. Balkenlöcher verweisen auf an die Mauer angelehnte Bauten aus Stein oder Holz. Ein 6 m hoher Fels auf der Westseite trug den vermutlich quadratischen Wohnturm, der wahrscheinlich eine Seitenlänge von 11 m hatte.